# Balthazar De Beuckelaer
Balthazar Philippe François Xavier De Beukelaer (Amberes, 27 de septiembre de 1902-Amberes, 1 de diciembre de 1944) fue un deportista belga que compitió en esgrima, especialista en las modalidades de florete y espada. Ganó tres medallas en el Campeonato Mundial de Esgrima entre los años 1927 y 1930.

## Palmarés internacional
| Campeonato Mundial | Campeonato Mundial | Campeonato Mundial | Campeonato Mundial  |
| Año                | Lugar              | Medalla            | Prueba              |
| ------------------ | ------------------ | ------------------ | ------------------- |
| 1927               | Vichy (Francia)    | Medalla de bronce  | Espada individual   |
| 1929               | Nápoles (Italia)   | Medalla de plata   | Florete por equipos |
| 1930               | Lieja (Bélgica)    | Medalla de oro     | Espada por equipos  |